# Jacky Martens
Jacky Martens (Lommel, 3 juli 1963) is een Belgisch voormalig motorcrosser.

## Levensloop
Martens eerste wedstrijd vond plaats in 1979, en medio jaren 80 brak hij door in het Wereldkampioenschap motorcross. Aanvankelijk reed hij met Honda, voordat hij een plek kreeg in het fabrieksteam van KTM, waarmee hij vice-wereldkampioen werd in de 500cc in 1991. In 1992 schakelde Martens over op Husqvarna. Velen dachten aanvankelijk dat dit een stap terug was voor Martens aangezien hij pas als elfde eindigde in het kampioenschap. 
In 1993 ging het veel beter en Martens wist (met een Luxemburgse licentie) in de laatste wedstrijd van het seizoen de wereldtitel binnen te halen. Ook in 1994 werd het kampioenschap pas beslist in de laatste wedstrijd, maar Martens moest de wereldtitel aan de Zweed Marcus Hansson laten. 1995 en 1996 werden gekenmerkt door blessures en Martens beëindigde zijn carrière in juli 2000, na een zware val tijdens een training. Hij liep daarbij verschillende breuken aan zijn armen en benen op, alsook een ontwrichte schouder. In totaal won hij 16 Grand Prix in zijn loopbaan, ook werd hij tweemaal Belgisch kampioen.
Na zijn carrière ging hij in aan de slag als teammanager van het Husqvarna fabrieksteam. Na een korte overstap op Husaberg in het begin van de jaren 2000, keerde Martens weer terug naar Husqvarna. Daarna gaf hij de voorkeur aan de jeugd en begon een team met KTM-motoren in de jongere categorieën. In 2013 rijdt het team van Martens weer met Husqvarna.

## Palmares
- 1993: Wereldkampioen 500cc